# 1759 en musique classique
| \| • Retour à la chronologie générale de la musique classique • \| |
| Grèce • Rome • Haut Moyen Âge • VIIIe siècle • IXe siècle • Xe siècle • XIe siècle XIIe siècle • XIIIe siècle • XIVe siècle • XVe siècle • XVIe siècle • XVIIe siècle XVIIIe siècle • XIXe siècle • XXe siècle • XXIe siècle |
| • Retour à la chronologie générale de la musique classique • |

| Années en musique classique : 1756 - 1757 - 1758 - 1759 - 1760 - 1761 - 1762    |
| Décennies en musique classique : 1720 - 1730 - 1740 - 1750 - 1760 - 1770 - 1780 |

## Événements
- 9 mars : Blaise le savetier, opéra-comique de Philidor créé à la Foire Saint-Germain.
- 17 septembre : L'Huître et les Plaideurs ou le Tribunal de la chicane, opéra-comique de Philidor créé à la Foire Saint-Laurent.

## Œuvres
- Nouvelle méthode pour apprendre en peu de temps à jouer la flute traversière, d'Antoine Mahaut.
- Heroe, egregio, douto, peregrino (anonyme), le plus ancien morceau de musique vocale profane avec un texte en portugais retrouvé au Brésil.

## Naissances

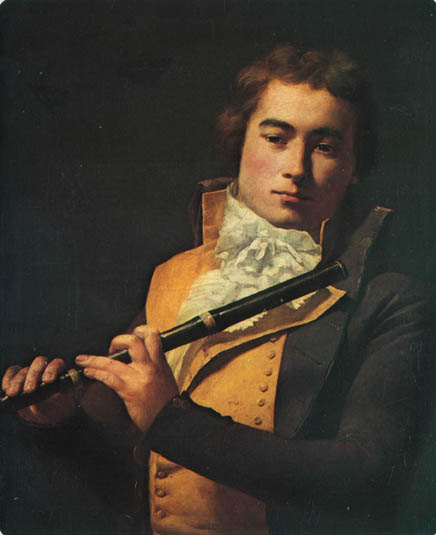
Portrait présumé de François Devienne

- 4 janvier : Maria Rosa Coccia, claveciniste et compositrice italienne († novembre 1833).
- 31 janvier : François Devienne, compositeur français († 5 septembre 1803).
- 18 avril : Jacques Widerkehr, violoncelliste et compositeur français († avril 1823).
- 15 mai : Maria Theresia von Paradis, compositrice autrichienne († 1er février 1824).
- 22 mai : Gervais-François Couperin, compositeur français († 11 mars 1826).
- 24 mai : Wilhelm Friedrich Ernst Bach, claveciniste allemand († 25 décembre 1845).
- 3 novembre : Giuseppe Gherardeschi, compositeur et organiste italien († 6 août 1815).
- 27 novembre : Franz Krommer, compositeur tchèque († 8 janvier 1831).

Date indéterminée
- Charlotte Eckerman, cantatrice d'opéra († 16 janvier 1790).
- Johann Conrad Schlick, violoncelliste et maître de chapelle.

## Décès

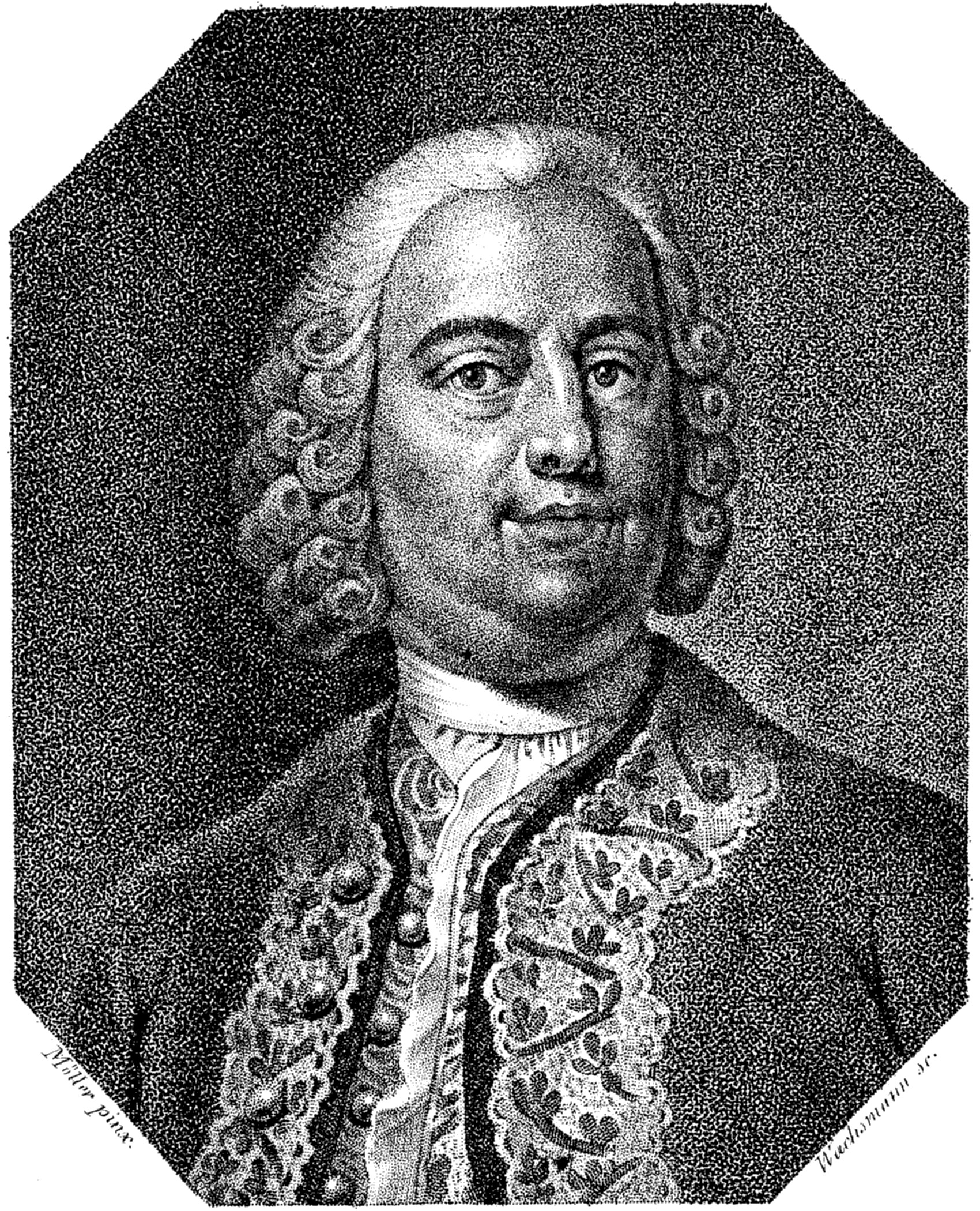
Carl Heinrich Graun

- 27 janvier : Senesino, castrat contralto italien (° vers 1685).
- 12 mars : Sebastian Bodinus, compositeur allemand (° 4 octobre 1700).
- 14 avril : Georg Friedrich Haendel: compositeur allemand, naturalisé britannique (° 23 février 1685).
- 8 août : Carl Heinrich Graun, chanteur et compositeur allemand (° 7 mai 1704).
- 4 septembre : Girolamo Chiti, compositeur italien (° 19 janvier 1679).
- 17 octobre : Louis de Caix d'Hervelois, compositeur français (° septembre 1677).